# Gai Cassi Longí Var
Gai Cassi Longí Var (llatí: Gaius Cassius Longinus Varus) va ser un magistrat romà d'orígens incerts, membre de la gens Càssia i de la família Cassi Longí.
Va ser elegit cònsol l'any 73 aC junt amb Marc Terenci Varró Lucul·le i van proposar una llei coneguda com a lex Terentia Cassia per la qual l'estat podria comprar gra i el podria vendre a baix preu a Roma.
L'any 72 aC va ser enviat com a procònsol a la Gàl·lia Cisalpina i Espàrtac el va derrotar prop de Mutina, però no va morir en la batalla tot i que Orosi ho afirma. L'any 66 aC va donar suport a la Lex Manília que donava a Gneu Pompeu el comandament de la guerra contra Mitridates VI Eupator del Pont.
Es sospita que va morir molt vell l'any 43 aC en què s'esmenta a un consular de nom Var que va ser proscrit i assassinat a Minturnae.